# عبدالقاهر جرجانی
عبدالقاهر بن عبدالرحمان ابوبکر جرجانی (۴۰۵/ ۱۰۱۴ –۴۷۴ق/ ۱۰۸۱ق) زبان‌شناس برجسته و ادیب (در زبان عربی) ایرانی سدهٔ پنجم هجری و بنیان‌گذار علم بلاغت است.
از زندگی او اطلاع چندانی در دست نیست. او در جرجان و در خانواده ایرانی به دنیا آمد و بدون اینکه در سراسر زندگی آنجا را ترک کند، در همان شهر محل تولدش درگذشت. وی از دو تن از دانشمندان بزرگ گرگان علم آموخت: نزد ابوالحسین محمد بن حسن فارسی علم نحو و نزد قاضی ابوالحسن جرجانی نقد ادبی را آموخت. پس از مرگ استادانش، در جرجان به تدریس پرداخت و در آنجا شاگردان بسیاری داشت. احمدبن عبداللّه مهابادی، ابوالحسن علی‌بن‌محمد فصیحی، فضل‌بن اسماعیل تمیمی، محمدبن احمد ابیوردی، احمدبن ابراهیم شَجَری و خطیب تبریزی از شاگردان او بودند. او به عربی شعر می‌سرود و به گفته فیروزآبادی اشعار فراوانی داشت. او آثاری در زمینه علوم بلاغی برای اثبات اعجاز قرآن تألیف کرد. او همچنین به رابطه میان علم نحو و معنی پرداخته‌است.

## آثار
- اسرارالبلاغه
- دلائل الاعجاز
- الرسالة الشافیة
- العُمْدَه
- المغنی
- المُقْتَصِد
- الایجاز
- التکملة
- التذکرة
- الجمل

## پیرامون آثار
1. کتاب «آسیمه های معنا» ،نوشته علی جهانگیری توسط نشر نقره منتشر شده است.این کتاب در حوزه همسانی نظریات عبدالقاهر جرجانی با فرم و فرم گرایی و ساختار گرایی وهمچنین متنیت و زبان تالیف شده است،نظریات مطرح شده در این کتاب عمدتا بر مبنای دیدگاه های جرجانی در کتاب دلائل الاعجاز بوده است.[۴]